# Myslym Alla
Myslym Alla (Tirana, 1919. április 15. – Tirana, 1999. január 1.) válogatott albán labdarúgó, edző. Az albán válogatott szövetségi kapitánya (1952, 1972–73).

## Pályafutása

### Játékosként
Az SK Tirana korosztályos csapatában kezdte a labdarúgást, ahol 1936-ban mutatkozott be az első csapatban. Tagja volt az albán válogatottnak. Az 1940-es évek végén vonult vissza az aktív labdarúgástól.

### Edzőként
1952-ben két Csehszlovákia elleni barátságos mérkőzésen az albán válogatott szövetségi kapitánya volt. A két tiranai találkozón győzelmet ért el a válogatott csapattal. 1954 és 1956 között a Partizani, 1956 és 1972 között a 17 Nëntori vezetőedzője volt. A 17 Nëntorival négy bajnoki címet és egy albánkupa-győzelmet ért el. 1972–73-ban három világbajnoki selejtező-mérkőzésen irányította ismét az albán válogatottat. Mind három találkozón vereséget szenvedett a csapattal.

## Sikerei, díjai

### Edzőként
17 Nëntori
- Albán bajnokság
  - bajnok (4): 1964–65, 1965–66, 1968, 1969–70
  - 2. (3): 1959, 1966–67, 1971–72
  - 3. (4): 1956, 1958, 1960, 1961
- Albán kupa
  - győztes: 1963
  - döntős: 1952